# 2023年のバスケットボール
< 2023年 | 2023年のスポーツ
2023年のバスケットボールでは、2023年のバスケットボール関連の出来事をまとめる。
2022年のバスケットボール - 2023年のバスケットボール - 2024年のバスケットボール

## できごと
- 3月12日 - 第98回天皇杯全日本バスケットボール選手権大会決勝で千葉ジェッツふなばしが琉球ゴールデンキングスに87-76で勝ち4年ぶり4回目の優勝[1]。
- 4月17日 - Wリーグプレーオフ決勝第3戦が武蔵野の森総合スポーツプラザで行われ2度の延長戦の末、ENEOSサンフラワーズが72-64でトヨタ自動車アンテロープスを下し、4年ぶり23度目の優勝[2]。
- 5月28日 - Bリーグチャンピオンシップ2022-23ファイナル第2戦が横浜アリーナで行われ、第1戦をオーバータイムの末96-93で先勝していた琉球ゴールデンキングスが千葉ジェッツふなばしを88-73で下し初優勝[3]。
- 7月30日 - 全国高等学校総合体育大会男女決勝が行われ、男子は日本航空（山梨）が東山（京都）を76‐60で下し初優勝[4]。女子は京都精華学園（京都）が桜花学園（愛知）に88‐65で勝ち2年連続2度目の優勝[5]。
- 9月2日 - FIBAバスケットボール・ワールドカップ2023順位決定ラウンドで 日本が80-71で カーボベルデを破り、1次ラウンドからの通算成績を3勝2敗勝点8としてアジア1位が確定し2大会連続のオリンピック出場権獲得、自力での出場権獲得は1976年モントリオールオリンピック以来12大会ぶり[6]。
- 12月17日 - 第90回皇后杯全日本バスケットボール選手権大会ファイナルラウンド決勝が代々木第二体育館で行われ、デンソーアイリスが89-56でENEOSサンフラワーズの11連覇を阻止し、8回目の決勝進出で初優勝。[7]

- 12月28日 - 第76回全国高等学校バスケットボール選手権大会女子決勝が行われ京都精華学園（高校総体優勝・京都）が岐阜女子（高校総体準優勝・岐阜）を63-59で降し 2年連続2回目の優勝、高校総体（インターハイ）、U18日清食品リーグと合わせ、2022年度に「新3冠」となって以降初の達成校となった。[8]

- 12月29日 - 第76回全国高等学校バスケットボール選手権大会男子決勝が行われ福岡第一（福岡）が福岡大大濠（九州選手権・福岡）を63-53で降し 4年ぶり5回目の優勝、[9]

## 国内大会

### その他日本国内
- 日生Bリーグファイナル(5月27日‐28日・横浜アリーナ）
  - 決勝：琉球ゴールデンキングス 2勝 千葉ジェッツふなばし
    - 琉球ゴールデンキングスは初優勝
- 第98回天皇杯全日本選手権（3月12日・有明コロシアム）
  - 決勝：千葉ジェッツふなばし 87 - 76 琉球ゴールデンキングス
    - 千葉ジェッツふなばしは4大会ぶり4回目の優勝
- WJBL 2022-23プレーオフ決勝
  - 決勝：ENEOSサンフラワーズ 2勝1敗 トヨタ自動車アンテロープス
    - ENEOSサンフラワーズは4年ぶり23回目の優勝
- 令和5年度全国高等学校総合体育大会バスケットボール競技大会（7月30日・北海道）
  - 男子決勝：日本航空（山梨） 76 - 60東山（京都） 
    - 日本航空は初優勝

  - 女子決勝：京都精華学園（京都） 88 - 65桜花学園（愛知） 
    - 京都精華学園は2年連続2回目の優勝
- 第90回皇后杯全日本バスケットボール選手権大会ファイナルラウンド(12月13日‐17日・代々木第二体育館）
  - 女子決勝：デンソーアイリス 89 - 56ENEOSサンフラワーズ
    - デンソーアイリスは初優勝

- 第76回全国高等学校バスケットボール選手権大会（12月23日 - 29日・東京都渋谷区・東京体育館）
  - 男子決勝： 福岡第一（福岡） 63 - 53福岡大大濠 （九州選手権・福岡）
    - 福岡第一は4年ぶり5回目の優勝

- - 女子決勝： 京都精華学園（高校総体優勝・京都） 63 - 59 岐阜女子（岐阜）
    - 京都精華学園は2年連続2回目の優勝

## 国外大会
- 2023年FIBAバスケットボール・ワールドカップ
- 2023年のNBAファイナル
- 2023年のWNBAファイナル（英語版）